# Sancti-Spíritus (Estremadura)
Sancti-Spíritus – gmina w Hiszpanii, w prowincji Badajoz, w Estramadurze, o powierzchni 33,56 km². W 2011 roku gmina liczyła 235 mieszkańców.